# 米林肥腹蛛
米林肥腹蛛（学名：Steatoda mainlingensis）为球蛛科肥腹蛛属的动物。在中国大陆，分布于西藏、新疆等地，常栖息于田园或石间洞穴内。该物种的模式产地在西藏米林、林芝。